# John Milne

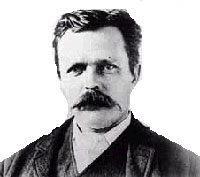
John Milne

John Milne (Liverpool, 30 december 1850 – Shide, 31 juli 1913) was een Brits mijnbouwingenieur en seismoloog. Hij ontwikkelde een van de eerst nauwkeurige seismografen.
Milne liep school in het King's College London en het Royal School of Mines. Hij verbleef tussen 1875 en 1895 in Japan. Nadat zijn woning in Japan uitbrandde, keerde hij terug naar Engeland.
John Milne schreef onder andere The Miners Handbook (1893).

## Onderscheidingen
- 1895 - Gouden ster en cravatte in de Orde van de Rijzende Zon door Keizer Mutsuhito
- 1894 - Lyell Medal
- 1908 - Royal Medal